# Дель Драго, Луиджи
Луиджи Дель Драго (итал. Luigi Del Drago; 20 июня 1776, Рим, Папская область — 6 февраля 1858, там же) — итальянский куриальный кардинал. Префект Дома Его Святейшества и Префект Апостольского дворца с 15 декабря 1828 по 30 сентября 1831. Префект Священной Конгрегации индульгенций и священных реликвий с 19 июля по 11 декабря 1834. Председатель Комиссии субсидий с 11 декабря 1834 по 29 июня 1839. Архипресвитер патриаршей Либерийской базилик с 29 июня 1839 по 18 апреля 1845. Про-секретарь меморандумов с 15 ноября 1839 по 18 апреля 1845. Кардинал in pectore с 30 сентября 1831 по 2 июля 1832. Кардинал-священник со 2 июля 1832, с титулом церкви Сан-Лоренцо-ин-Панисперна с 17 декабря 1832.